# Église Notre-Dame de Savigny
L'église Notre-Dame de Savigny est un édifice catholique qui se dresse sur le territoire de la commune française de Savigny, dans le département de la Manche, en région Normandie. L'édifice, dédié à Notre-Dame, sainte Barbe en étant la patronne secondaire, abrite des peintures murales du XIVe siècle qui ont été redécouvertes en 1888. L'édifice est inscrite au titre des monuments historiques.

## Localisation
L'église Notre-Dame est située à Savigny, dans le département français de la Manche.

## Historique
L’historien Charles Duhérissier de Gerville, qui visita l’église en octobre 1818, en dit qu’il est porté « à croire qu’aucune église du diocèse de Coutances n’est plus ancienne que celle-ci ».
D'après l’appareil des pierres des soubassements des murs de la nef, il est probable qu'une église antérieure à l’église actuelle ait pu exister au Xe siècle et qu’il y a eu réemploi.
En 1107, Raoul de Brucourt, seigneur de Savigny, fait venir des religieux du prieuré de Sainte-Barbe-en-Auge dans l’Eure pour l’éducation de ses enfants et pour la desserte de la chapelle seigneuriale.
Selon les inscriptions relevées sur l’un des chapiteaux du chœur, l’église aurait été ornée en 1128 et dédiée à Notre-Dame. On remarque le nom de Turoldus, premier prieur du prieuré de Savigny, sis à la Troudière, hameau tout proche.
L'église Notre-Dame de Savigny et les dîmes de la paroisse furent données en 1165 par Geoffroy de Brucourt à la collégiale de Sainte-Barbe-en-Auge, à la condition que l’un des religieux du prieuré de Savigny remplisse les fonctions de curé. La disposition tiendra jusqu’à la Révolution.
Sous la Révolution, l’église sert aux réunions décadaires, au culte de la Raison, et au culte de l’Être suprême. Savigny étant devenu chef-lieu du canton, l’église servira de « mairie cantonale » jusqu’en l’an VIII.
Au XIXe siècle, eurent lieu de nombreux travaux d’agrandissement et « d’embellissement » :
- 1826 : construction de la grande chapelle dite « chapelle aux hommes » ;
- 1855 et 1856 : l’autel Saint-Sébastien est restauré et l’autel Sainte-Barbe est « rétabli » ;
- 1862 : trois nouvelles verrières sont placées aux croisées de la nef.

En 1888, l'abbé Joubin, curé de la paroisse, va découvrir dans l'abside des arcades romanes et leurs magnifiques chapiteaux sculptés, datés du XIIe siècle. Sous le badigeon, il découvre que trois des quatre arcades sont ornées de peintures murales représentant le martyre de sainte Barbe, seconde patronne de l’église. En 1893, le même, va mettre au jour la Cène, décor peint sur le mur nord de la nef. Les deux ensembles peints datent du XIVe siècle.

## Description
L'église date pour l'essentiel du début du XIIe siècle. Elle n’a pas de transept et se termine par une abside en cul-de-four. La travée centrale est reprise au XVe siècle et on ajoute les croisillons nord et sud aux XVIe et XVIIe siècles.
La chapelle nord, dite chapelle sainte Barbe, date du XVIe siècle (élévation de la tour-clocher et statue de la sainte). À la même époque, on ouvre une fenêtre à ogive et meneau dans le mur méridional, à proximité du chœur. Le porche sur la façade ouest a été ajouté au XVIIe siècle.
En 1693, les deux autels de la nef sont embellis par des retables à colonnes, qui étaient encore visibles en 1910.
En 1715, l’adjonction de la sacristie à l’est obstrue la fenêtre axiale de l’abside. Le nouvel autel (en bois) avec retable est reculé vers le fond de l’abside.
En 1770, deux autres fenêtres sont ouvertes dans le mur sud. Le mur nord garde ses petites fenêtres romanes. La porte ouverte dans le mur nord de la nef s'inscrit dans des colonnes établies au XVIIIe siècle. Son linteau sculpté de bâtons brisés date du XIXe siècle.

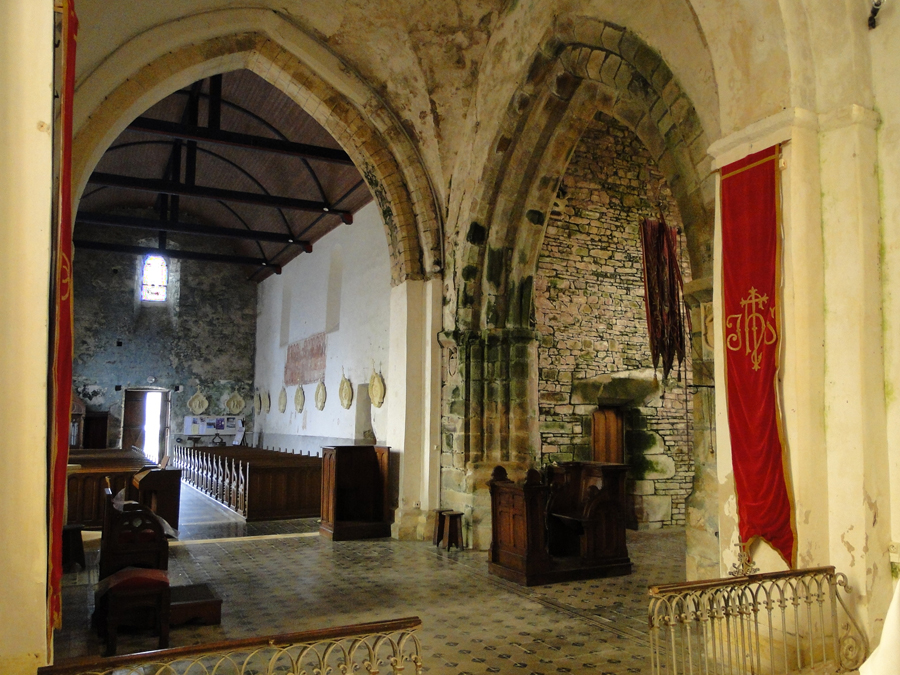
Transept avec vue sur la chapelle Sainte-Barbe et la nef, aperçu de la Cène.
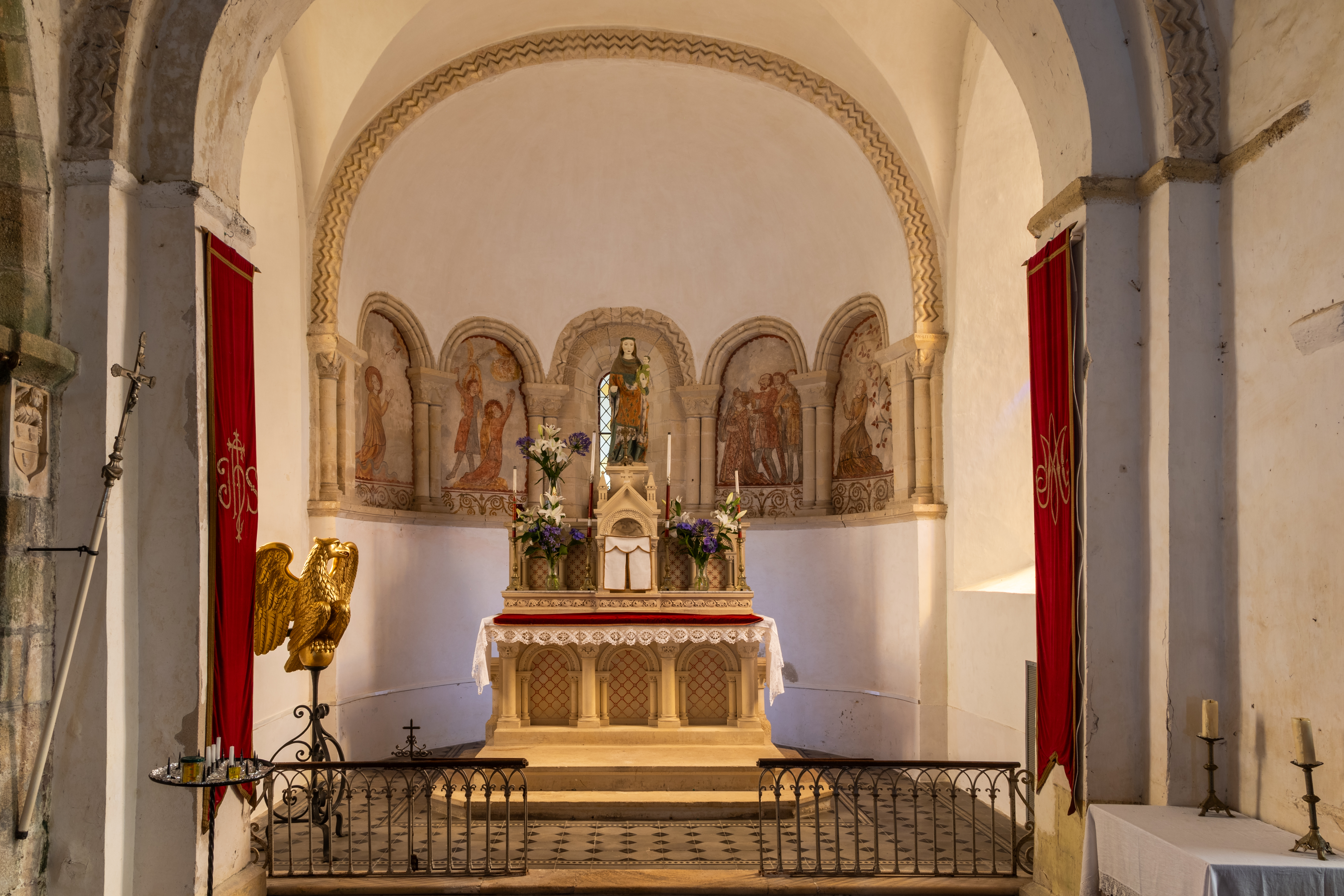
Le chœur de l'église.

### Décor
À l'extérieur, les murs sont garnis de près d’une cinquantaine de modillons du XIIe siècle. L’inspiration est variée, animaux divers, prêtres, figures grotesques, objets de la vie quotidienne, moulures en forme de palmette.

Modillons d'inspiration variée ornant le haut des murs
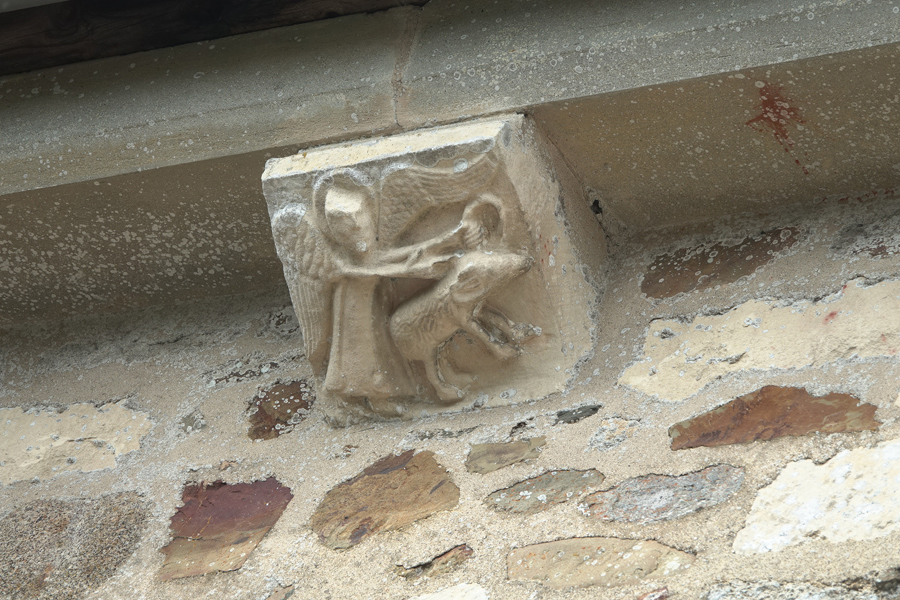
Un ange tenant avec la main droite un animal (un porc ?) par l'oreille et de la main gauche un anneau.
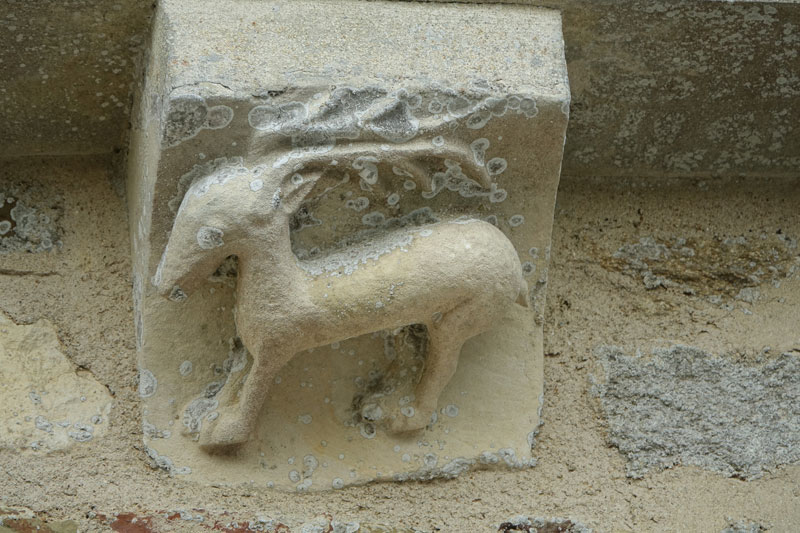
Un cerf.
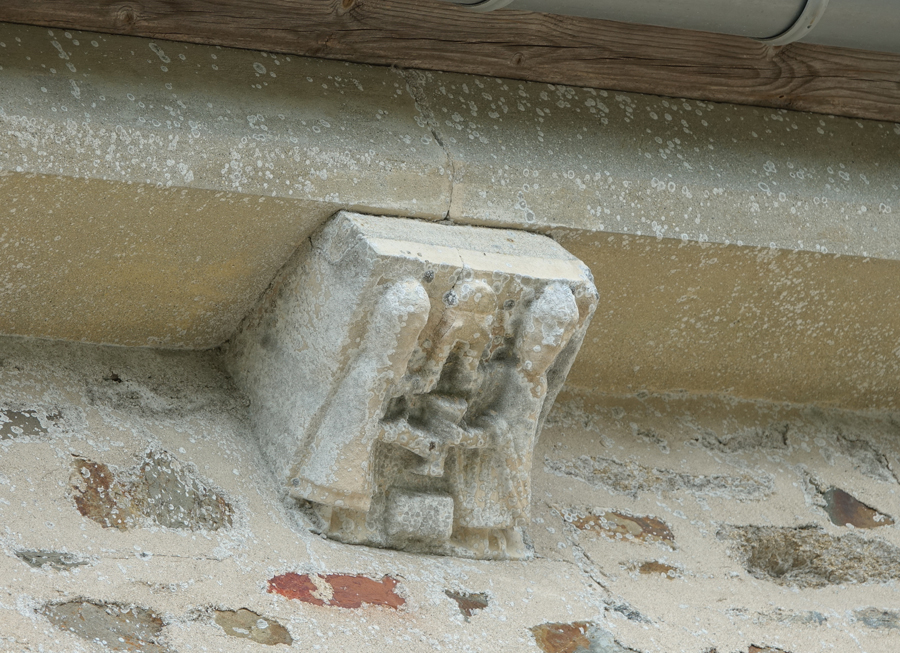
Deux personnages (prêtres ?) élevant un calice et une hostie au dessus d'un autel.
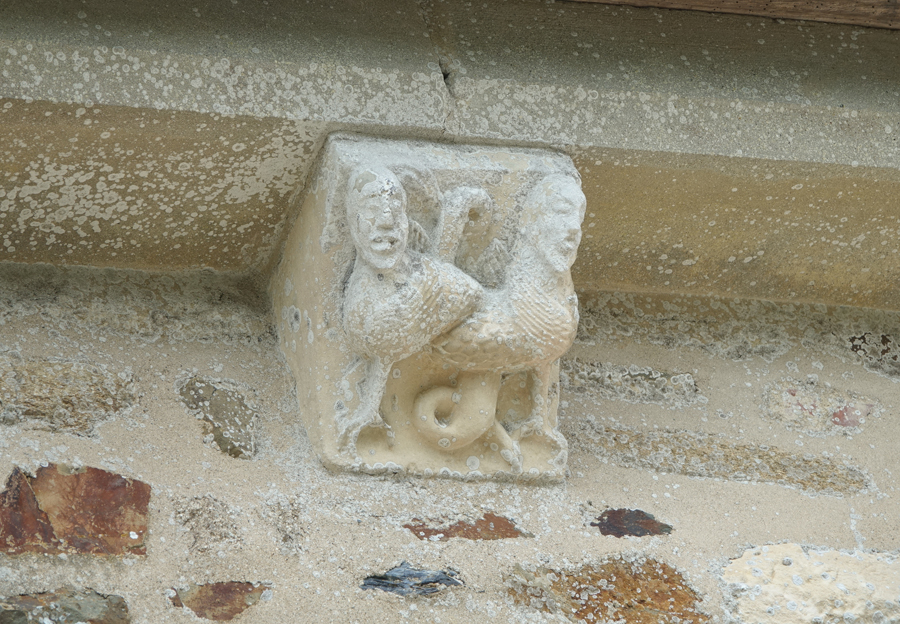
Deux griffons ailés à tête humaine et queues entremêlées.

À l'intérieur, le décor du XIIe siècle se situe dans l’abside et le chevet.
L’arc qui précède l'abside et l'arc d’entrée du chœur sont ornés de bâtons brisés, décor roman courant en Normandie.
Le pourtour de l'abside est scandé de cinq ensembles de colonnes doubles supportant cinq arcs en plein cintre. L’arcade centrale, dans laquelle s’inscrit une fenêtre, a reçu un traitement en bâtons brisés. Les chapiteaux sont sculptés : cheval, oiseaux, serpents, lions, entrelacs, résilles.
Pour accéder au chevet de l'abside, il faut contourner l’autel. À l’intérieur de la sacristie accolée à l‘église, le verso de baie de l’arcade centrale de l’abside s’inscrit dans une très haute arcature en plein cintre à chapiteaux sculptés et arc à bâtons brisés. La verrière est surmontée d’un linteau en bas-relief représentant une scène de chasse au cerf.
Au-dessus, un bas-relief représentant un christ en majesté termine le plein de l’arcade. Le « Beau-Dieu », taillé dans six pierres jointives, est figuré pieds nus, assis sur un trône et portant le costume épiscopal. Il bénit de sa main gauche et tient de l’autre main une croix à longue hampe.

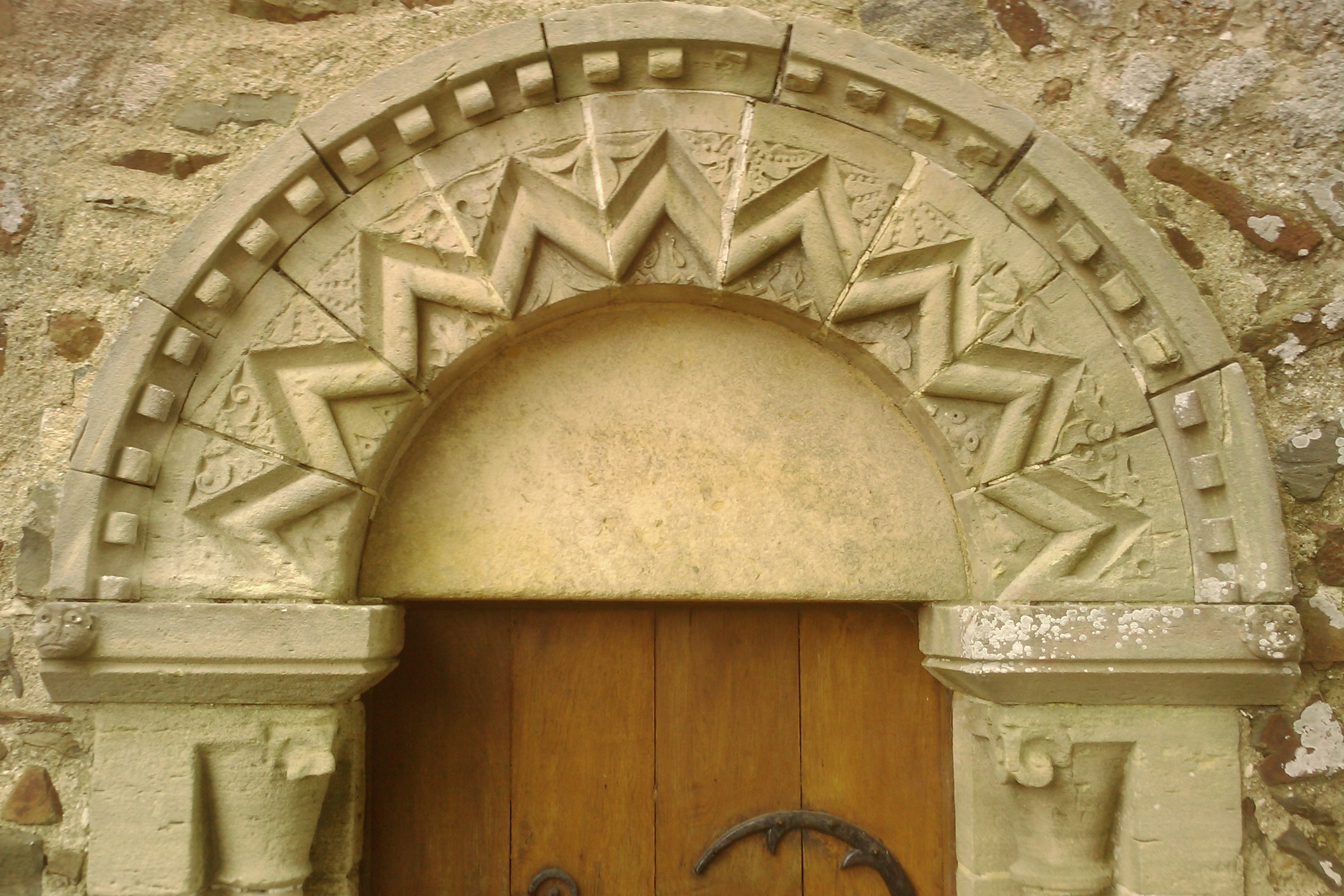
Linteau.
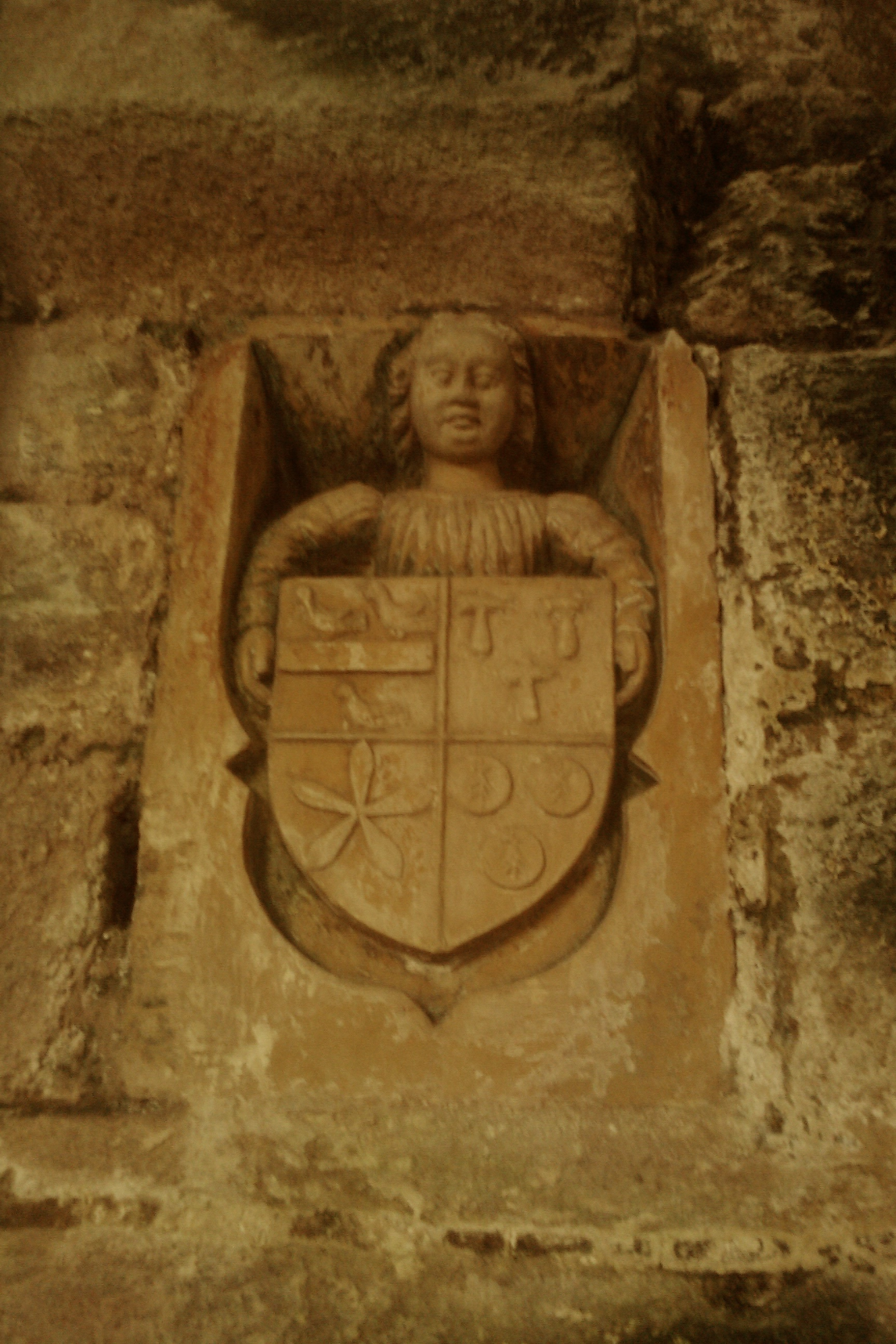
Chapiteau.
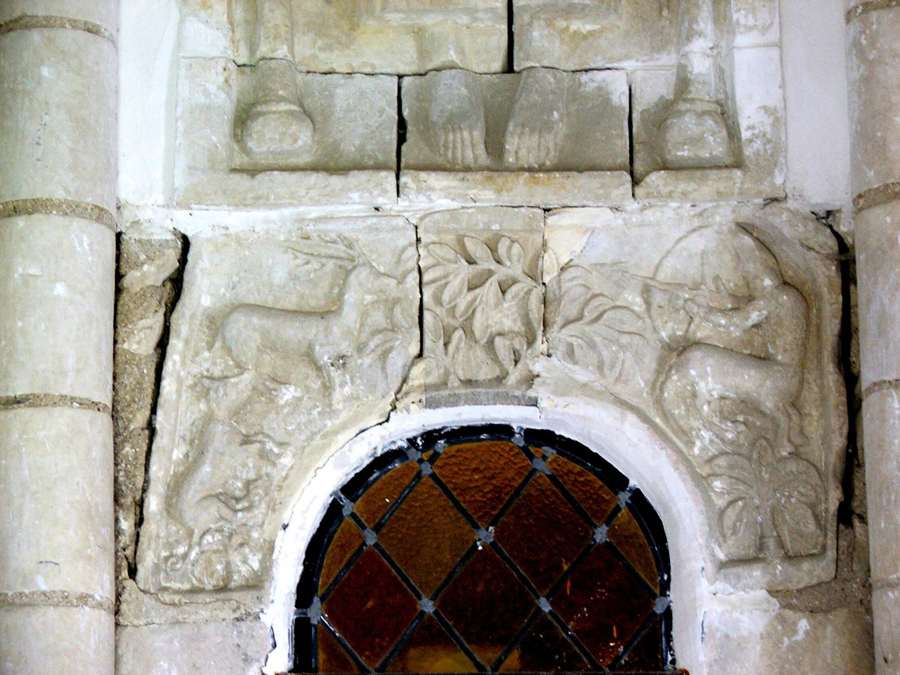
Face arrière du linteau de la fenêtre centrale de l'abside - formé de trois pierres calcaires - figure dans une haute arcature intégrant le Christ en majesté.

### Peintures murales
Le décor peint remis au jour par l’abbé Joubin est daté du XIVe siècle. Il est situé dans la nef et dans l’abside. En plusieurs points du mur de la nef, d’autres traces laissent présumer l’existence d’autres peintures.

#### Cycle de Sainte Barbe
Les peintures murales occupent le plein des arcades du XIIe siècle. La représentation se lit de droite à gauche.

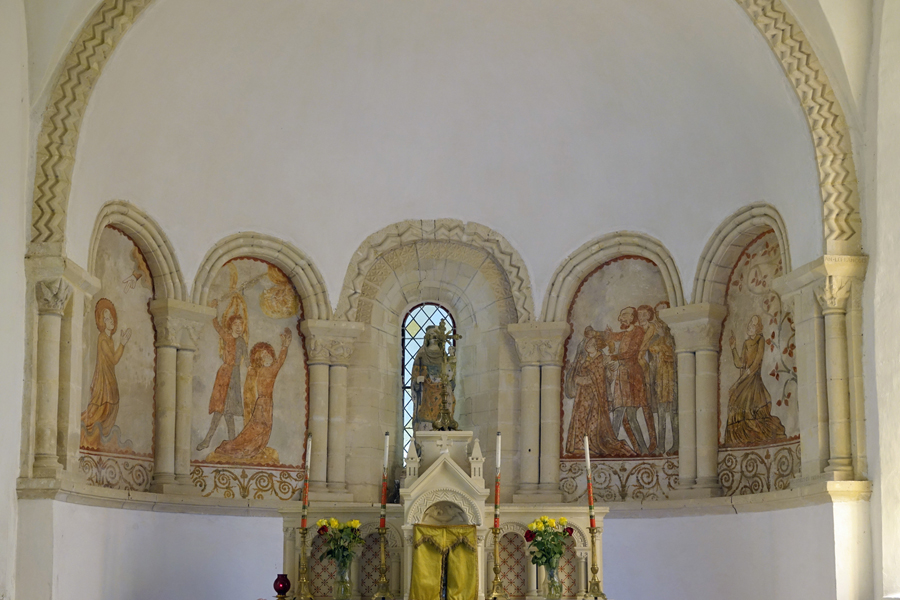

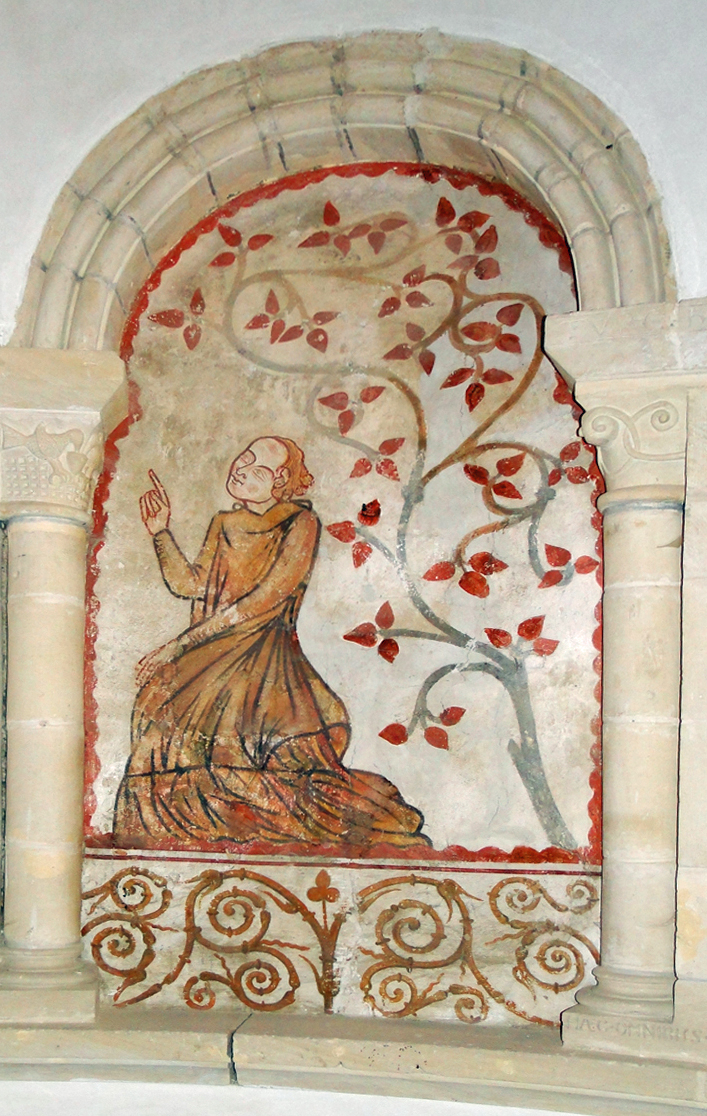
Sainte Barbe en son jardin.
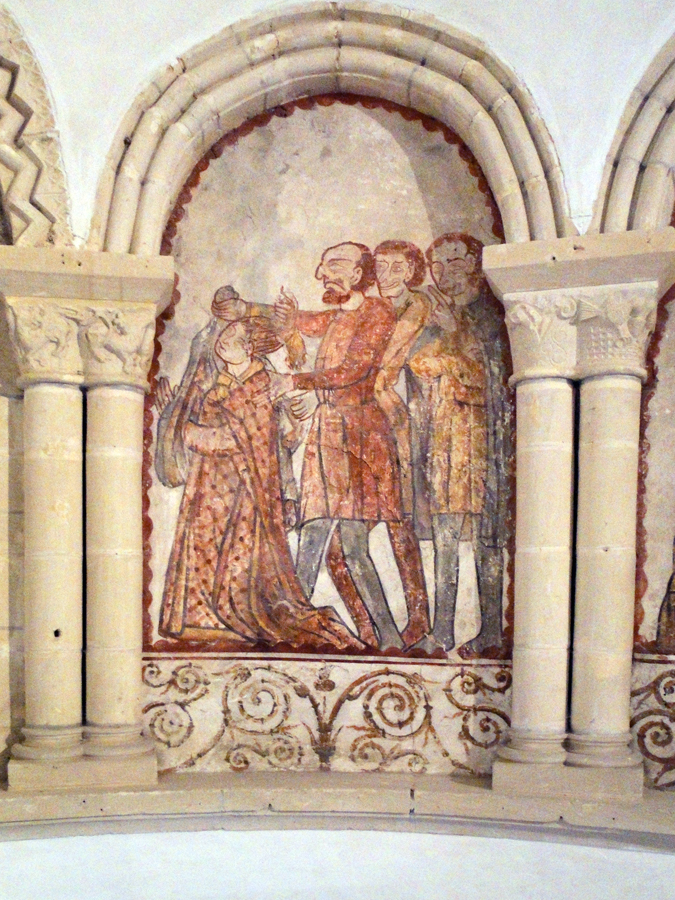
Sainte Barbe présentée à ses juges.
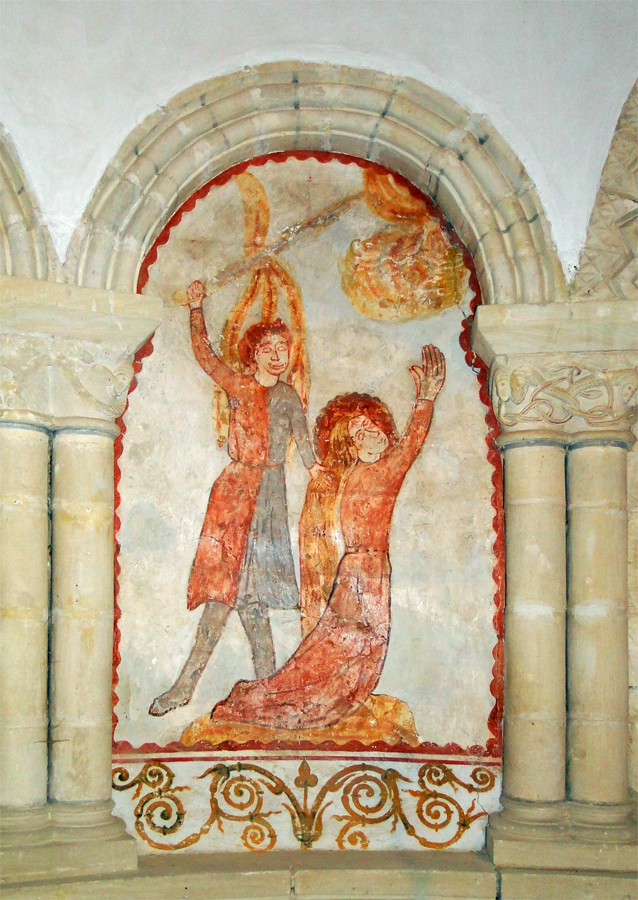
La foudre s'abat sur le père de sainte Barbe à l'instant du sacrifice.

La dernière arcade contient une scène peinte à la fin du XIXe siècle pour remplir un espace trouvé vide. sainte Barbe, portant son auréole de sainte, est représentée en prières.

#### La Cène
Sur le mur nord de la nef, le Christ est représenté de front, au centre d’une composition équilibrée à quatorze personnages (chiffre inhabituel pour une Cène qui normalement compte treize personnes) le quatorzième étant l'apôtre saint Paul, reconnaissable à son front dégarni, assis à la gauche de Jésus. Les apôtres sont représentés de profil. Judas en face du Christ, assis de l’autre côté de la table, tient dans sa main gauche la bourse contenant le prix de sa trahison.

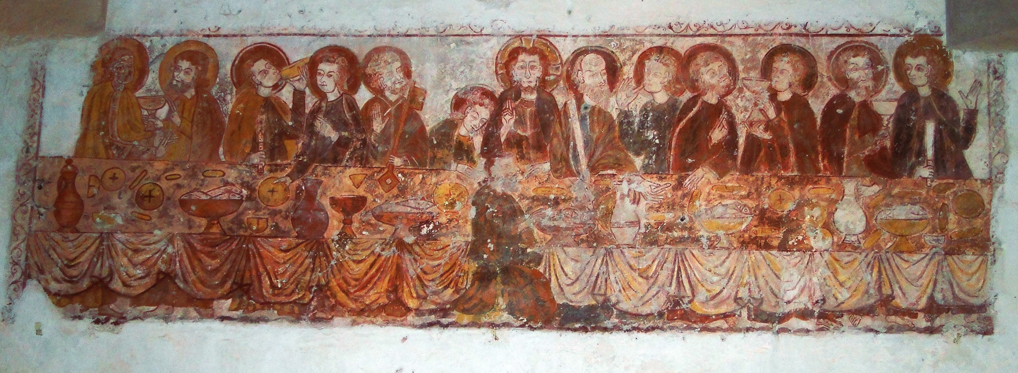
La Cène à quatorze personnages, peinture murale du XIVe siècle.

## Protection
L'église est inscrite au titre des monuments historiques par arrêté du 7 décembre 1970. 

## Mobilier
L'église abrite un bas-relief en calcaire du Christ en majesté du XIIe siècle, classé monument historique au titre objet en 1955, une de sainte Barbe sculptée dans le calcaire au XVIe siècle, classée depuis 1905 et une statue de Vierge à l'Enfant, datée du XVe siècle et découverte en 1897 sous l'autel saint Sébastien.

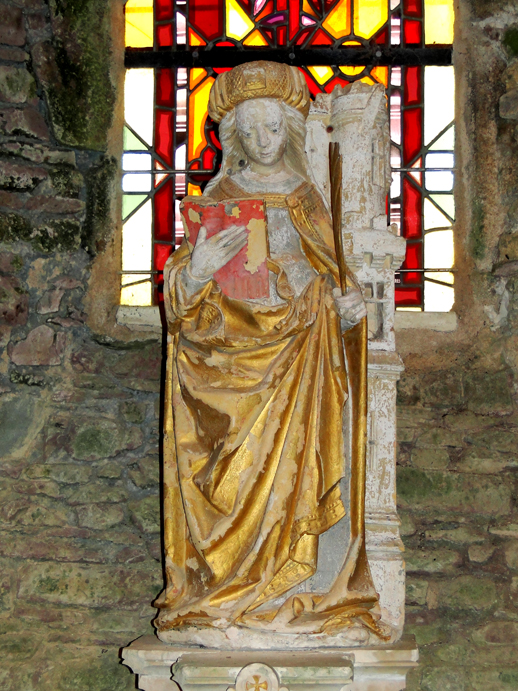
Statue de sainte Barbe  en pierre polychrome du XVIe siècle.
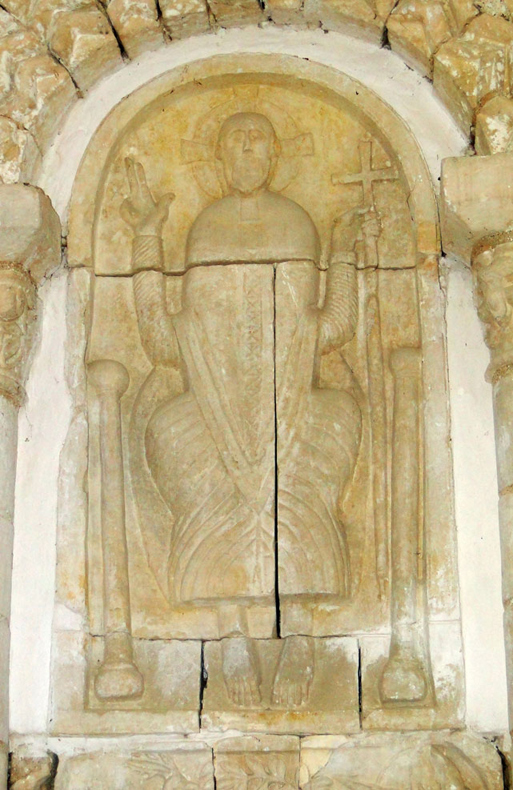
Christ en majesté ; bas-relief de la 1re moitié du XIIe siècle.

## Pour approfondir